# Munichia
Munichia (in greco antico: Μουνιχία?, Munichìa; in latino Munychia) è un'altura di 86 m di altezza presso Il Pireo, il porto di Atene, in Grecia, nota oggigiorno come Kastella.
La sommità della collina è occupata da una chiesa ortodossa che prende il nome dal profeta Elia. Nelle strade bordanti la chiesa, si affacciano case pittoresche. Il teatro Veakio, conosciuto per i suoi spettacoli estivi, è ivi situato.
Nell'antica Grecia, le cerimonie dedicate ad Artemide Arkteia, si svolgevano a Munichia, oltre che a Braurone.
Nell'inverno 404/403 a.C. Trasibulo vi affrontò e sconfisse i Trenta tiranni (vedi Battaglia di Munichia), uno scontro nel quale morì anche il loro capo Crizia.